# Pamela Fryman
Pamela Fryman, née le 19 août 1959 à Philadelphie, est une réalisatrice et productrice de sitcom américaine. Elle est surtout connue pour son travail sur la série télévisée How I Met Your Mother.

## Biographie
Fryman grandit à Philadelphie.
Elle obtient son premier emploi sur le plateau du The John Davidson Show, où elle assiste le coordonnateur. Par la suite, elle est assistante de production et secrétaire sur Santa Barbara, puis devient assistante réalisatrice. En 1993, le producteur Peter Noah, avec qui elle a travaillé sur Dream House, lui donne l'occasion de réaliser un épisode de la sitcom Café Americain (en).
Fryman réalisera la plupart des épisodes de How I Met Your Mother. Son talent sera vanté par le créateur de la série Craig Thomas. Bien qu'elle n'avait pas pensé orienter sa carrière vers la réalisation, dans une entrevue accordée à Variety, Fryman dit que « continuer à réaliser How I Met Your Mother est un travail rêvé,. »

## Filmographie

### Réalisation
- Santa Barbara (1 épisode)
- Café Americain (en) (1 épisode)
- The Boys Are Back (1 épisode)
- Dweebs (9 épisodes)
- The Naked Truth (1 épisode)
- Bless This House (3 épisodes)
- Good Company (2 épisodes)
- Caroline in the City (1 épisode)
- Hope and Gloria (en) (2 épisodes)
- Townies (1 épisode)
- Cybill (4 épisodes)
- Friends (2 épisodes)
- Fired Up (2 épisodes)
- Suddenly Susan (en) (5 épisodes)
- George & Leo (en) (4 épisodes)
- Un gars du Queens (3 épisodes)
- The Norm Show (1 épisode)
- Love & Money (1 épisode)
- Three Sisters (2 épisodes)
- Frasier (34 épisodes)
- Inside Schwartz (en) (2 épisodes)
- In-Laws (en) (2 épisodes)
- Voilà ! (89 épisodes)
- Happy Family (9 épisodes)
- Mon oncle Charlie (20 épisodes)
- Alex Rose (série télévisée) (1 épisode)
- Accidentally on Purpose (2 épisodes)
- Mad Love (1 épisode)
- How I Met Your Mother (196 épisodes)

### Production
- Voilà !
- Happy Family
- How I Met Your Mother

## Distinctions
Fryman a remporté deux Daytime Emmy Awards (en 1990 et 1991) pour son travail sur Santa Barbara. Elle a été nommée pour quatre DGA awards, trois pour sa réalisation de Frasier un pour Just Shoot Me.
En 2011, Fryman reçoit le Dorothy Arzner Award, visant à reconnaître le rôle important des réalisatrices de télévision et de cinéma.